# Sycorax africana
Sycorax africana är en tvåvingeart som beskrevs av Tonnoir 1920. Sycorax africana ingår i släktet Sycorax och familjen fjärilsmyggor.
Artens utbredningsområde är Uganda. Inga underarter finns listade i Catalogue of Life.